# Clytie arenosa
Clytie arenosa är en fjärilsart som beskrevs av Rothschild 1913. Clytie arenosa ingår i släktet Clytie och familjen nattflyn. Inga underarter finns listade i Catalogue of Life.